# Flight Refuelling
Die Gesellschaft Flight Refuelling Ltd wurde 1934 durch den Briten Alan Cobham gegründet. Die Aufgabe der Firma bestand in der Entwicklung eines Systems, das die Betankung von Flugzeugen während des Fluges ermöglichen sollte. 

## Entwicklung
Zunächst übernahm Flight Refuelling das System des britischen Fliegerhauptmanns Richard Atcherley, bei dem ein beschwertes Kabel des Tankflugzeugs mit einem Fanghaken aufgenommen wurde. Für die erste praktische Anwendung zog Cobham zwei Maschinen vom Typ Handley Page W.10 von einer Luftfahrtschau ab und ließ sie als Tanker umbauen. Als Empfängerflugzeug war der Prototyp der Airspeed AS 5 Courier mit dem Luftfahrzeugkennzeichen G-ABXN vorgesehen. Das Flugzeug startete am 24. September 1934 nach Indien und wurde über der Isle of Wight aufgetankt. Der Versuch endete mit einer Bauchlandung der Maschine auf Malta infolge eines Schadens an der Drosselklappe.
Nach diesem gescheiterten Versuch arbeitete Cobham auf dem Ford Fluggelände in Sussex weiter. Er wurde vom britischen Luftfahrtministerium unterstützt, das verschiedene Flugzeugtypen zur Verfügung stellte. Es handelte sich dabei um die Typen Vickers Virginia, Armstrong Whitworth A.W.23, Handley Page H.P.51, Boulton Paul Overstrand und Vickers B.9/27. 
Für die Überquerung des Nordatlantiks mit Flugbooten der Short C Klasse wurden die Arbeiten 1937 aufgenommen. Die Versuche wurden mit der A.W 23 und dem Flugboot Cambria durchgeführt. Flight Refuelling schloss mit der Firma Imperial Airways einen Vertrag über die Betankung der Flugzeuge Cabot und Caribou auf der Nordatlantikstrecke ab. Die A.W. 23 wurden durch drei Maschinen des Typs Harrow ersetzt. Sie erhielten die Luftfahrzeugkennzeichen G-AFRG, G-AFRH und G-AFRL. Zwei Maschinen wurden in Botwood/Neufundland und die dritte in Shannon/Irland stationiert. Die Versuchsflüge begannen im April 1939. Am 5. August 1939 wurde der Linienpostverkehr von Southampton aus aufgenommen. Bis zum Ausbruch des Zweiten Weltkrieges wurden noch weitere sechzehn Atlantiküberquerungen durchgeführt. Flight Refuelling hatte sich gegen Mayo Composite durchgesetzt, die lange Strecken mit einem Huckepack-System überwinden sollte.
1944 bekam Flight Refuelling Ltd. von der britischen Luftwaffe den Auftrag, ein Luftbetankungssystem für die Tiger Force, die Bombenangriffe auf Japan fliegen sollte, zu entwickeln. Obwohl das Personal der Entwicklungsabteilung vervierfacht wurde, dauerte die Konstruktion bis zum August 1945. Für den Kriegseinsatz war dies zu spät.
Das Konzept sah vor, dass das Tankflugzeug einen Schlauch mit einem Windsack hinter sich herschleppt. Der Windsack wirkte als konischer Einfüllstutzen, der von einer starren Sonde des Empfängerflugzeugs getroffen werden musste. Wenn die Verbindung hergestellt war, wurden auf beiden Seiten die Ventile automatisch geöffnet und beim Trennen ebenso automatisch wieder geschlossen.
Nach dem Zweiten Weltkrieg unterstützte Flight Refuelling Boeing bei der Entwicklung einer Luftbetankungsmethode für die Bomber des Strategischen Luftkommandos.

## Zwischenfälle
- Am 22. November 1948 befand sich eine Avro Lancastrian C.3 der Flight Refuelling (Luftfahrzeugkennzeichen G-AHJW) auf dem Flug vom Fliegerhorst Wunstorf (Niedersachsen) zum Militärflugplatz RAF Tarrant Rushton (England), um einer regelmäßigen Wartungsinspektion unterzogen zu werden. Das Flugzeug kam etwa 24 Meilen vom Kurs ab, als die Besatzung ein falsches Funkfeuer ansteuerte. Es prallte gegen Bäume auf einem Hügel, stürzte ab und fing Feuer. Durch diesen CFIT (Controlled flight into terrain) wurden 7 der 8 Insassen getötet. Das Flugzeug wurde zerstört.[1]

- Am 10. Mai 1949 wurde mit einer Avro Lancastrian XPP der Flight Refuelling (G-AKDP) nach schwerwiegenden Steuerungsproblemen 24 Kilometer südlich von Schwerin (Sowjetische Besatzungszone)  eine Notlandung auf einem Feld durchgeführt. Das Flugzeug wurde irreparabel beschädigt. Alle vier Besatzungsmitglieder überlebten den Unfall.[2]

- Am 15. Mai 1984 wurde eine Cessna 414A Chancellor der Flight Refuelling (G-OFRL) auf einem Trainingsflug bei einem missglückten Touch-and-Go auf dem Flughafen Bournemouth (England) irreparabel beschädigt. Die Maschine überflog noch die Landebahn, als sie beim Steigflug durchsackte, den Flughafenzaun durchbrach und über eine öffentliche Straße rollte. Alle drei Besatzungsmitglieder überlebten den Unfall.[3]